# Abbaye Saint-Ouen de Rouen
Pour les articles homonymes, voir Église Saint-Ouen.
L'abbaye Saint-Ouen de Rouen est une ancienne abbaye bénédictine entre 750 et la Révolution française. Il n'en subsiste que l'ancienne abbatiale, qui se dresse sur le territoire de la commune française de Rouen, dans le département de la Seine-Maritime, en région Normandie.
L'édifice subsistant, qui est l'un des principaux monuments de la ville de Rouen, est un exemple achevé de l'architecture gothique en Normandie. Il est classé au titre des monuments historiques.

## Localisation
L'église abbatiale Saint-Ouen est située à Rouen, dans le département français de la Seine-Maritime.

## Contexte
Là où est située l'abbaye existait auparavant une basilique mérovingienne. Dadon (saint Ouen) y est enseveli en 684, ce qui fournira plus tard un prestigieux nom à l'abbaye bénédictine qui succèdera à la basilique durant l'époque carolingienne.

## Historique de l'abbaye

### Période mérovingienne et carolingienne
L'abbaye Saint-Ouen porte le nom des saints apôtres au début de son existence. La première abbaye épiscopale, fondée en 750 sous le vocable de saint Pierre, ravagée par les Vikings le 14 mai 841, sera l'une des abbayes bénédictines les plus puissantes de Normandie.

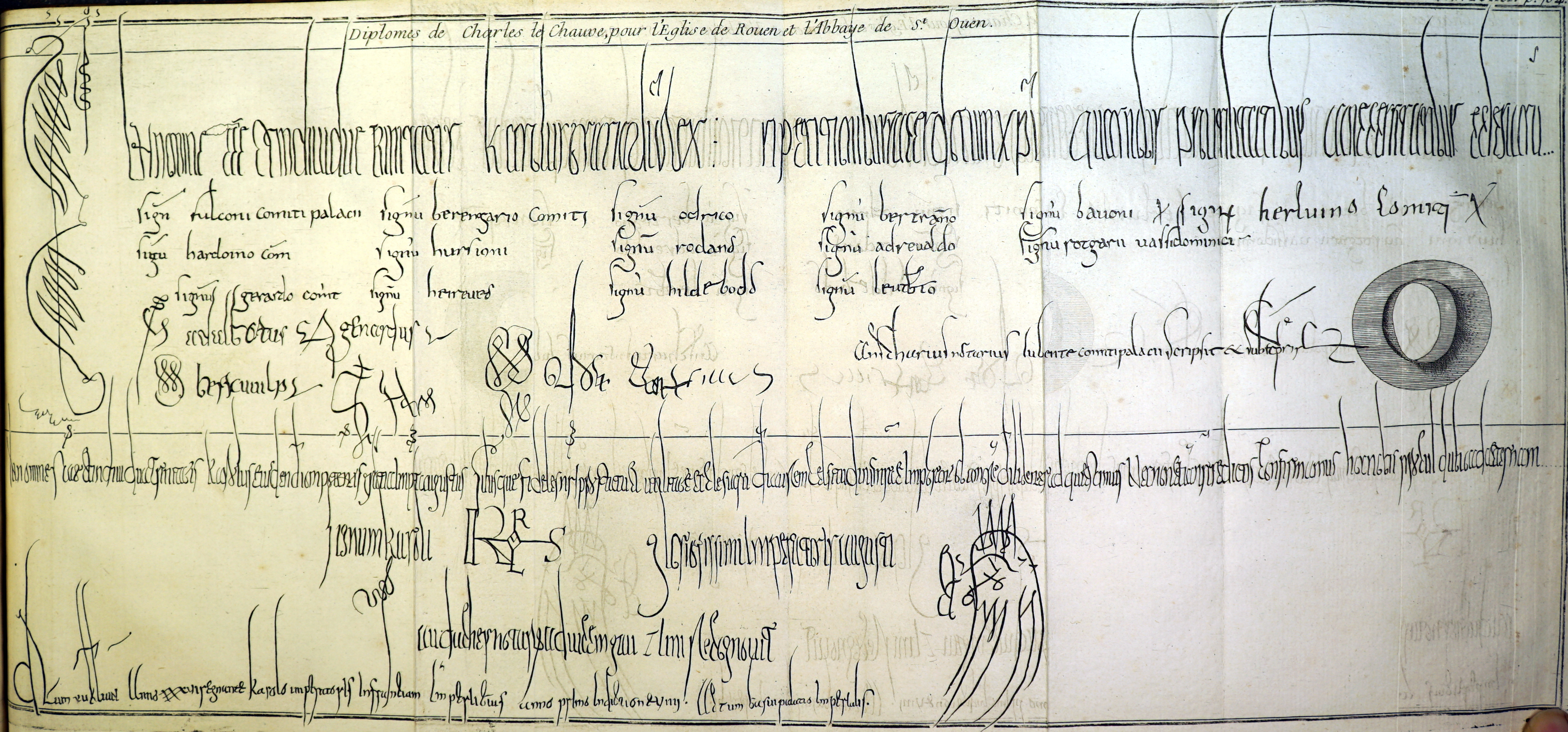
Bulle de Charles le Chauve en faveur de l'abbaye, in Nouveau traité de diplomatique…

### Période romane
À la suite des raids vikings et dès 918, Rollon autorise le rétablissement de l'abbaye. C'est sur l'initiative du duc Richard Ier de Normandie qu'elle est relevée. Hildebert (v. 960-1006), premier abbé véritable, est considéré comme son restaurateur. Sous ses ordres, l'abbaye suit la règle bénédictine. Il se fait restituer par Raoul, comte d'Ivry, des domaines dans le comté d'Eu. En 1067, Guillaume le Conquérant atteste une confirmation en faveur de l'abbaye.
L'abbé Nicolas de Normandie reconstruit, à partir de 1062, l'abbatiale carolingienne dédiée à saint Pierre en style roman. Elle accueille sa sépulture en 1095. En 1090, il a acquis de l'abbé Odon de l'abbaye Saint-Médard de Soissons de la tête de saint Romain, du bras de saint Godard, des reliques de saint Rémi, saint Médard, des saints Innocents et de saint Sérène. Il a également entrepris la restauration des bâtiments monastiques. En 1108-1112, Henri Ier notifie la donation du manoir de Fringrinhoe (Essex). Saint-Ouen dispose du prieuré anglais de Mersea, également situé en Essex. Helgot poursuit la construction de l'abbatiale, qui est achevée par Guillaume Ballot.
L'abbatiale est dédicacée le 17 octobre 1126. Le corps de saint Ouen et les autres reliques y sont transférées le 26 octobre 1126. Rainfroy achève le cloître et les bâtiments du monastère. En septembre 1136, l'abbaye est la proie des flammes. Rainfroy la restaure et l'enrichit. Une bulle du pape Alexandre III du 20 février 1178 confirme à l'abbaye qu'elle possède l'abbaye Saint-Victor-en-Caux et l'abbaye de la Croix-Saint-Leufroy.
L'abbatiale est incendiée en 1248. D'après des fouilles réalisées en 1885, les dimensions de l'abbatiale romane sont comparables à l'édifice gothique visible de nos jours. Le chœur suit le plan bénédictin. La nef possède des bas-côtés et le transept mesure 54 m de large. Il reste de l'abbatiale romane une absidiole à deux étages appelée la tour aux Clercs.

### Période gothique

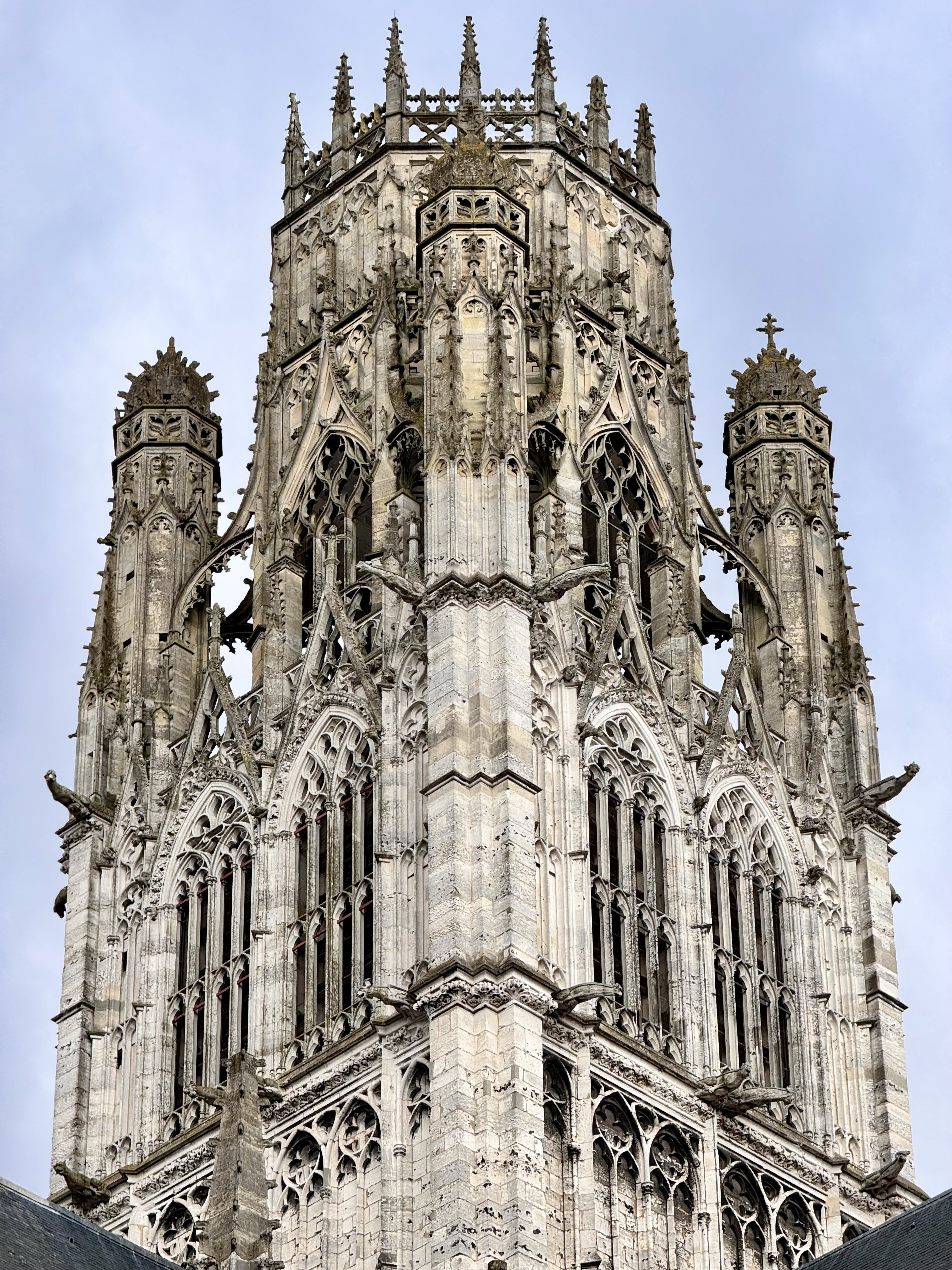
Tour-clocher « couronnée » sur la croisée du transept, typique du style flamboyant.

Les travaux de l'église abbatiale gothique actuelle commencèrent en 1318, sous la direction de l'abbé de Saint-Ouen, Jean Mardargent dit Roussel, peu de temps après l'effondrement du chœur roman, mais ils furent ralentis par la guerre de Cent Ans. C'est à l'abbaye que Jean Haut-Frine, évêque d'Avranches trouva refuge lors de cette période troublée, et mourut en 1358.
La pierre tombale située dans la chapelle Sainte-Agnès de l'abbatiale indique dans son épitaphe que maître Alexandre de Berneval, maître d'œuvre en maçonnerie, est l'auteur de cette église et qu'il est mort le 5 janvier 1440. Selon toute vraisemblance, il est représenté sur la pierre tombale et sans doute est-ce celui des deux personnages, le plus âgé, qui tient en ses mains un compas et un support sur lequel est gravé un quart de rosace.

### De la Renaissance à aujourd'hui

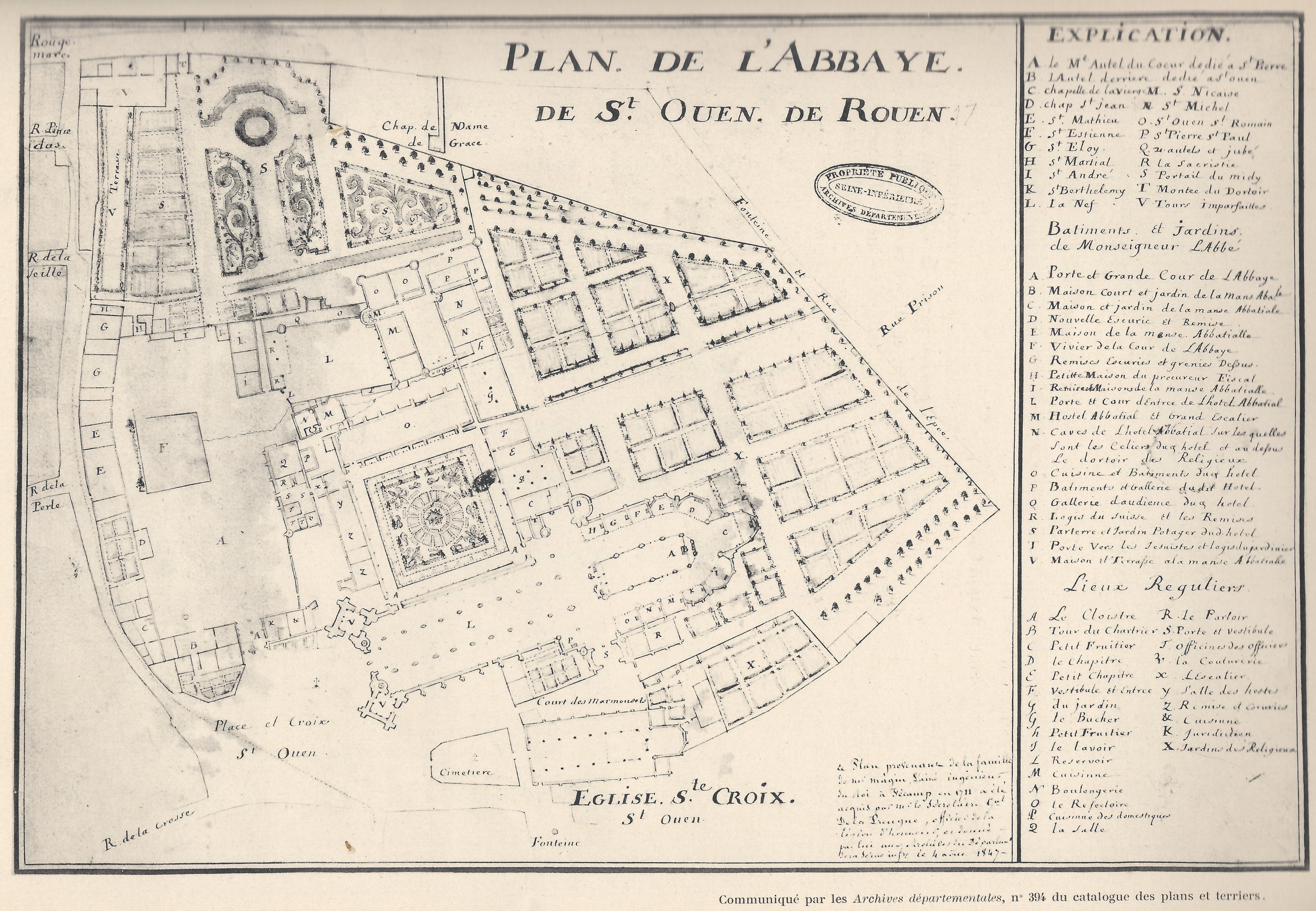
Plan de l'abbaye par Magin Lainé, ingénieur du roi à Fécamp en 1711.

La nef ne fut terminée qu'en 1537 et la façade occidentale ne fut achevée qu'au XIXe siècle.
Au XVIIIe siècle, les bénédictins de la congrégation de Saint-Maur introduisirent leur réforme. Une campagne de reconstruction des bâtiments conventuels fut entreprise. Les moines sont dispersés à la Révolution française.
En 1800, l'hôtel de ville de Rouen s'installa dans l'ancien dortoir des moines ou « dormitorium » du XVIIIe siècle. Le logis abbatial est démoli en 1816. L'église elle-même, après avoir abrité une fabrique au moment de la Révolution française, puis être rendue au culte catholique, est restée église paroissiale jusqu'en 1963. Rattachée à la paroisse Saint-Marc de Rouen Est, elle accueille, plusieurs fois par an, des cérémonies religieuses ainsi que de nombreux concerts et expositions.
Après les bombardements de Rouen d'avril 1944, l'abbatiale devient pro-cathédrale du diocèse de Rouen ; c'est dans celle-ci que se passeront les grandes cérémonies religieuses jusqu'à la réouverture de la cathédrale Notre-Dame, le 17 juin 1956. Le maréchal Philippe Pétain assistera à une messe lors de sa visite en Normandie le 14 mai 1944.

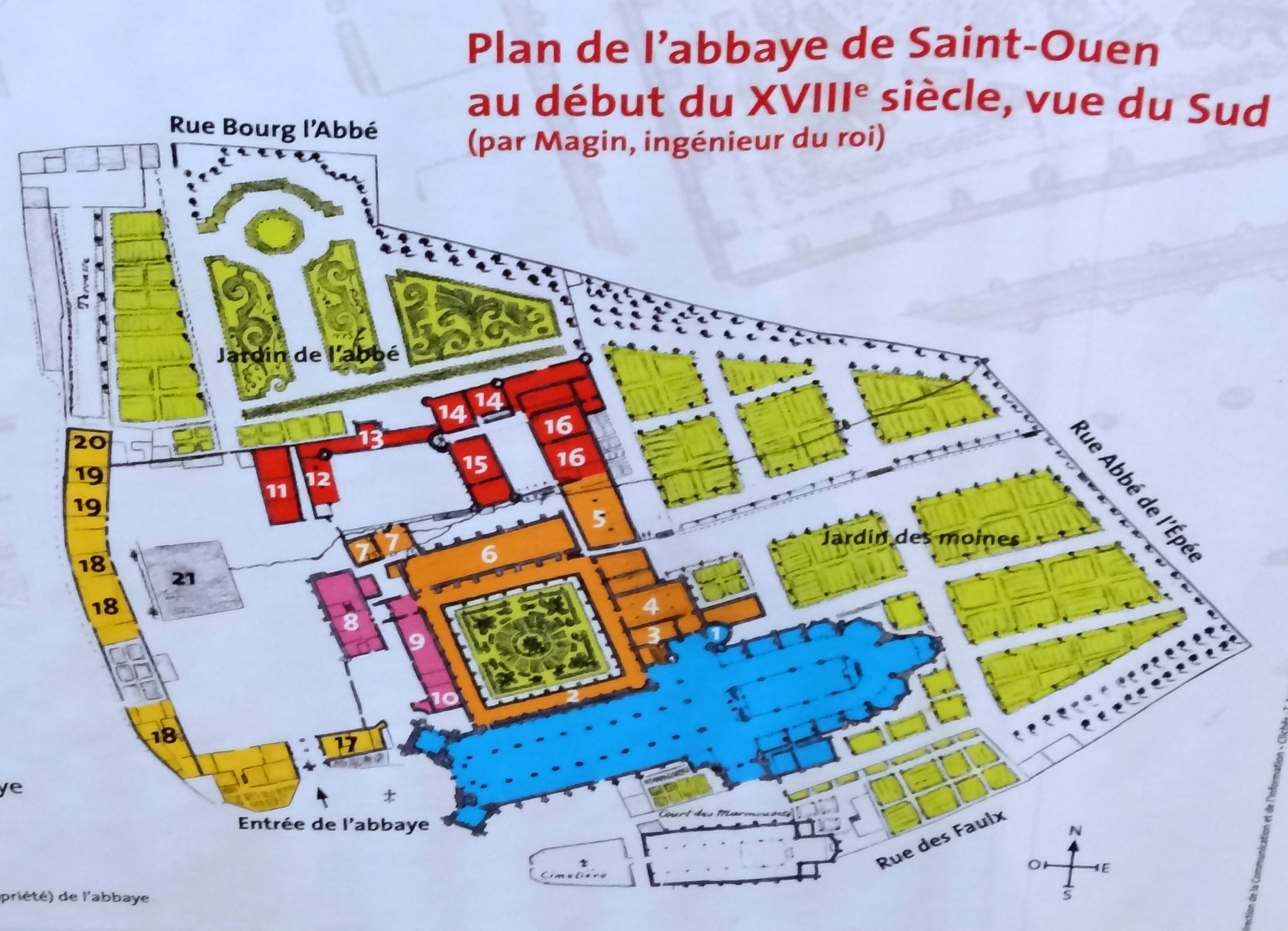
Plan de l'abbaye Saint-Ouen de Rouen (XVIIIe siècle).
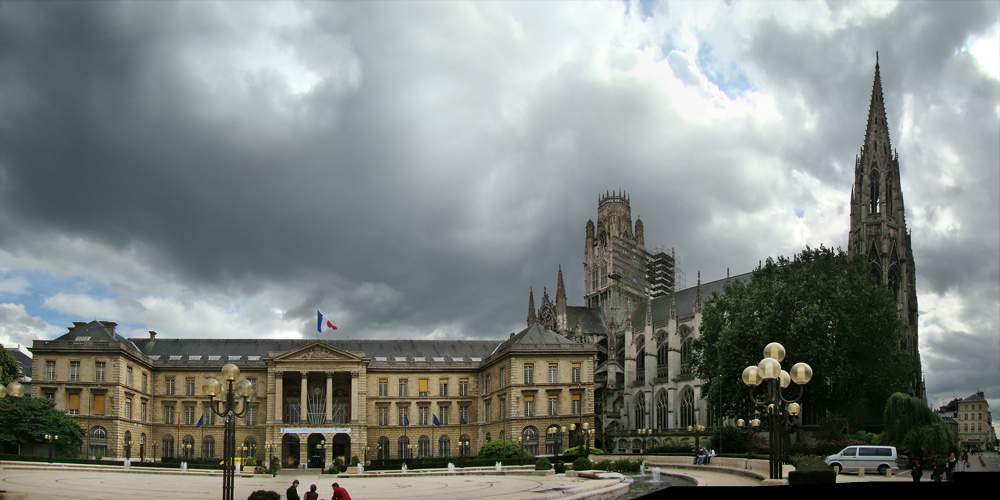
Église abbatiale et ancien dortoir des moines devenu l'actuel hôtel de ville de Rouen.
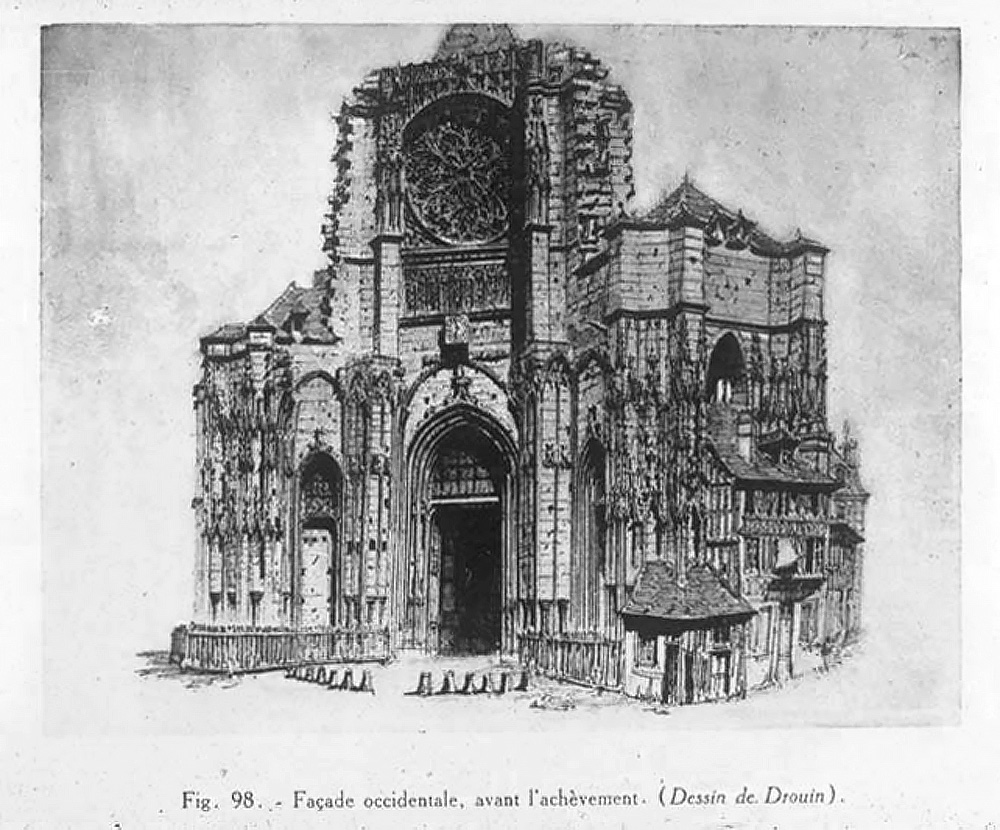
Façade occidentale de l'abbatiale Saint-Ouen avant achèvement. Dessin de Drouin.
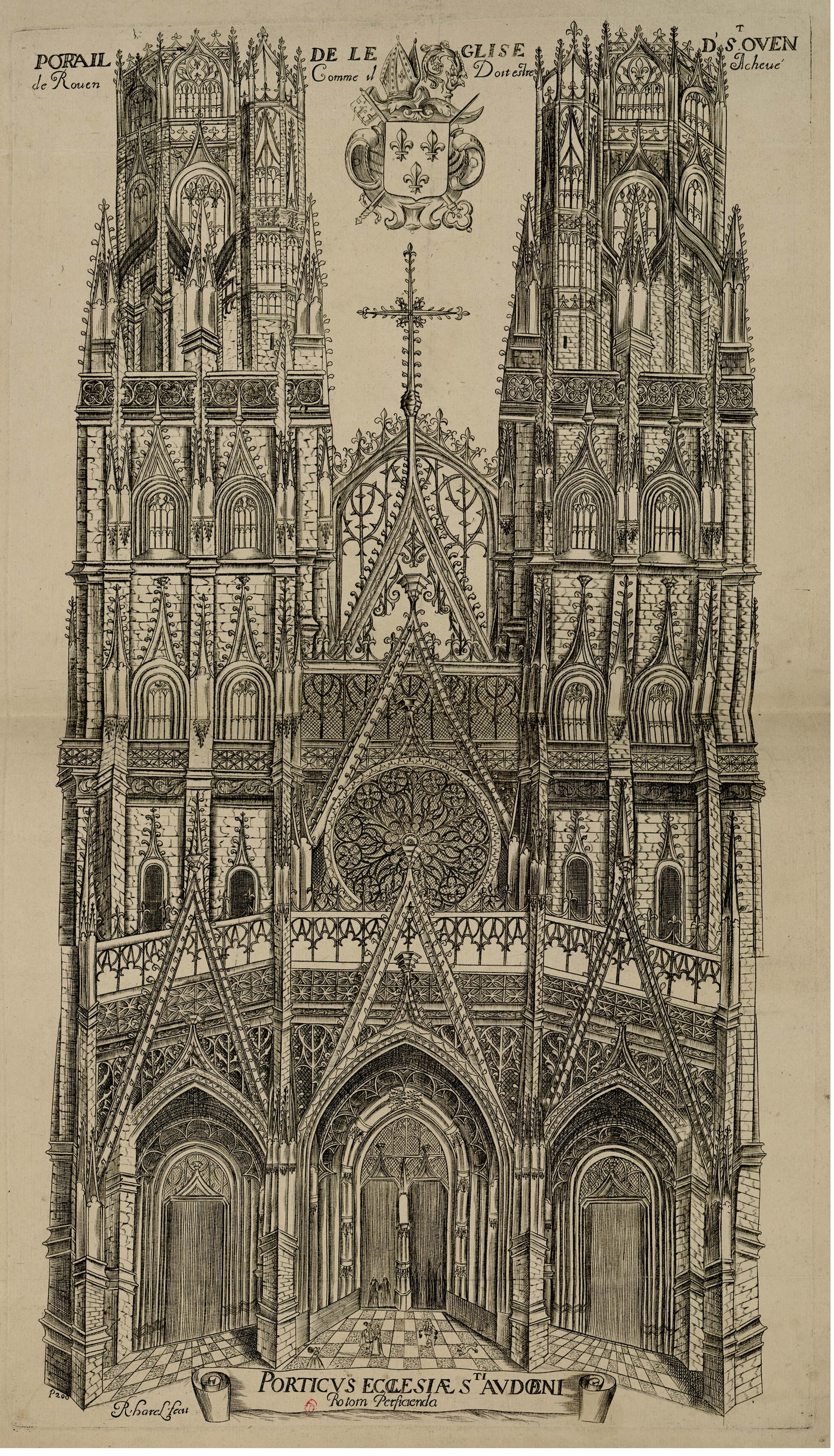
L'église Saint-Ouen de Rouen, projet du début du XVIIe siècle (dessin Claude Chastillon).
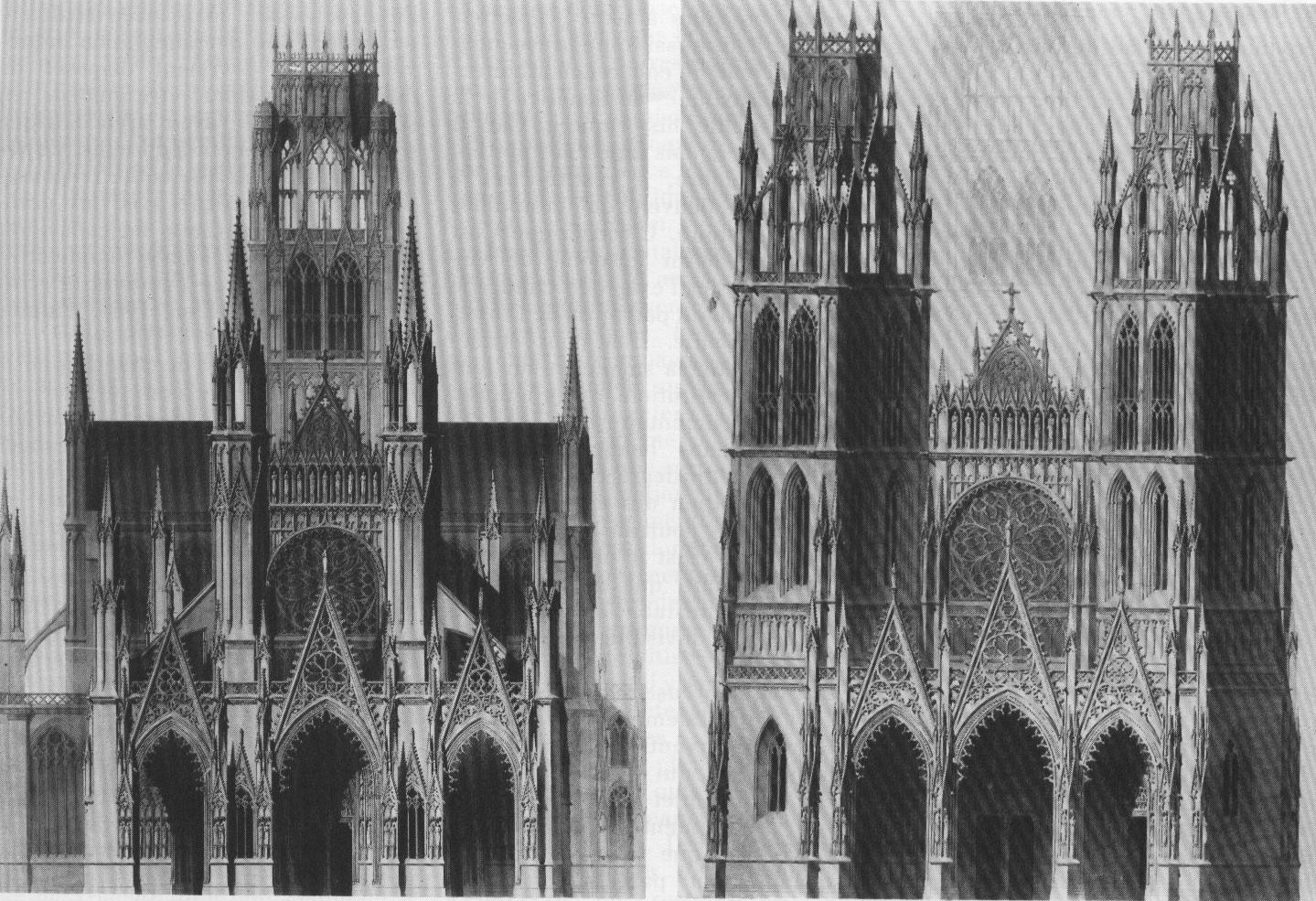
Projets d'achèvement de la façade par Henri Grégoire en 1831.
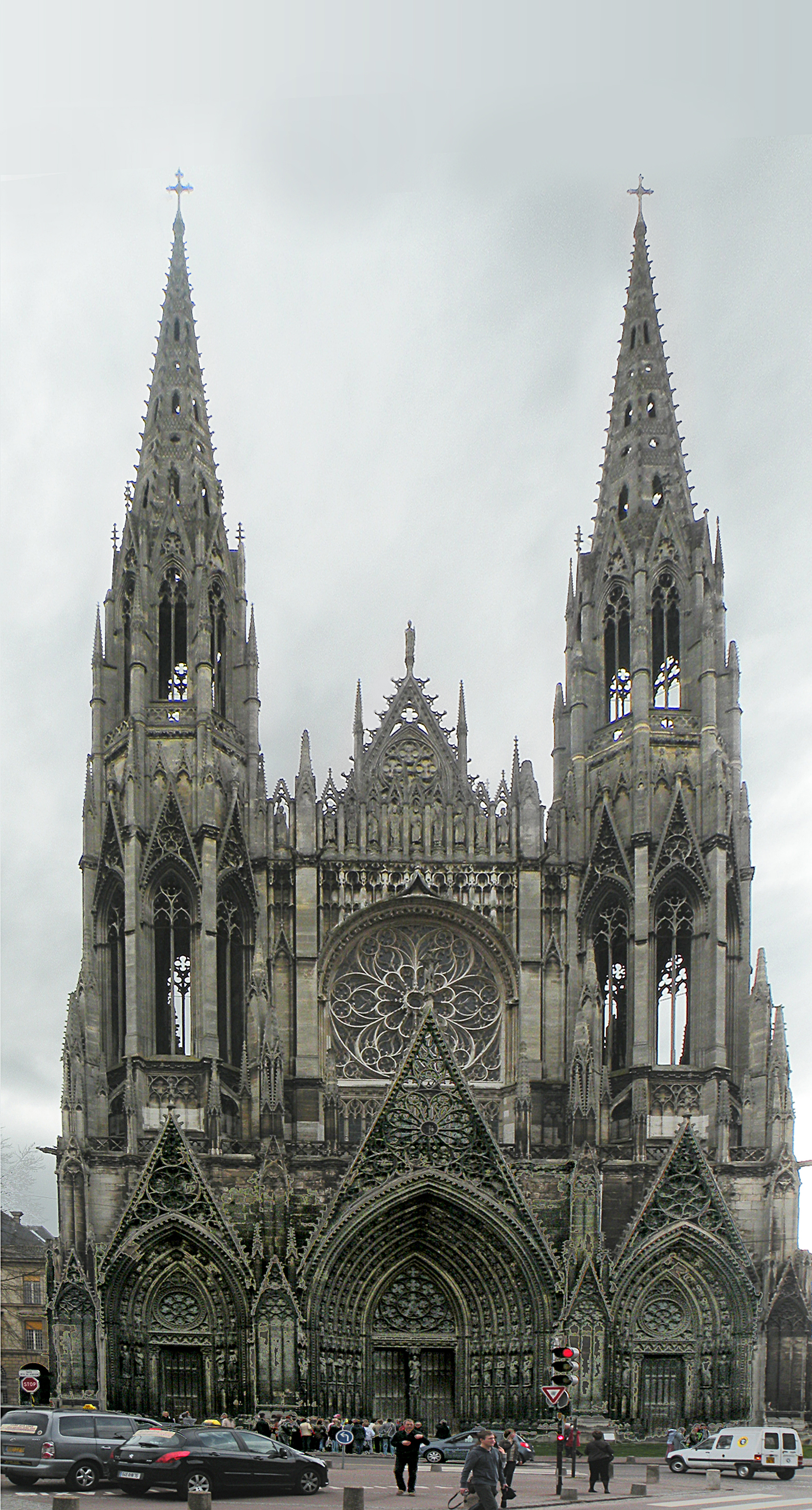
Façade actuelle de l'église abbatiale bâtie au XIXe siècle.

## L'abbatiale

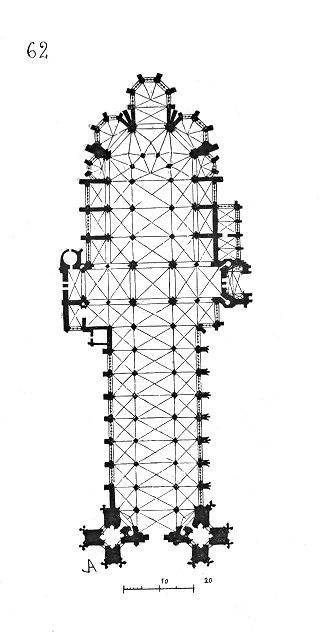
Plan de l'abbatiale Saint-Ouen de Rouen.

### La façade occidentale
La façade occidentale de l'église a été construite en style néogothique entre 1845 et 1852, sur les plans de l'architecte Henri Grégoire, qui a pris celle de la cathédrale de Cologne comme référence. Les bases des tours du XVIe siècle ont été détruites. On peut voir leur base au sol. Seule la rosace est d'origine. Elle est construite en pierre calcaire des carrières de Saint-Leu et de Saint-Maximin.
Le portail est constitué de trois porches, dont les pieds-droits accueillent des statues, réalisations de Victor Vilain. Le portail central, composé du Christ sur le pilier central de la grande porte, est entouré des apôtres. Toutefois, Matthias est remplacé par saint Paul. Les deux portails qui l'encadrent, ainsi que leur retour nord et sud, présentent une série de quatre statues, réalisées par Alphonse Jean et Bonet. Du nord au sud, nous avons : Mathilde l'Emperesse, le roi Clotaire Ier, sainte Clotilde, le comte Charles de Valois, saint Éloi, le roi Dagobert, saint Philibert, sainte Austreberthe puis saint Romain, saint Nicaise, saint Benoît, saint Ouen, Jean Roussel, Nicolas de Normandie, Hildebert et Antoine Bohier.
Entre la rose et le pignon, se dresse une série de statues, inscrites dans des arcatures : saint Wandrille, Richard Ier de Normandie, saint Filleul, Richard II de Normandie, saint Ansbert, Guillaume le Conquérant, saint Maurille, Henri II d'Angleterre, Geoffroi le Breton, Richard Cœur de Lion et saint Germer.

### Le portail des Marmousets

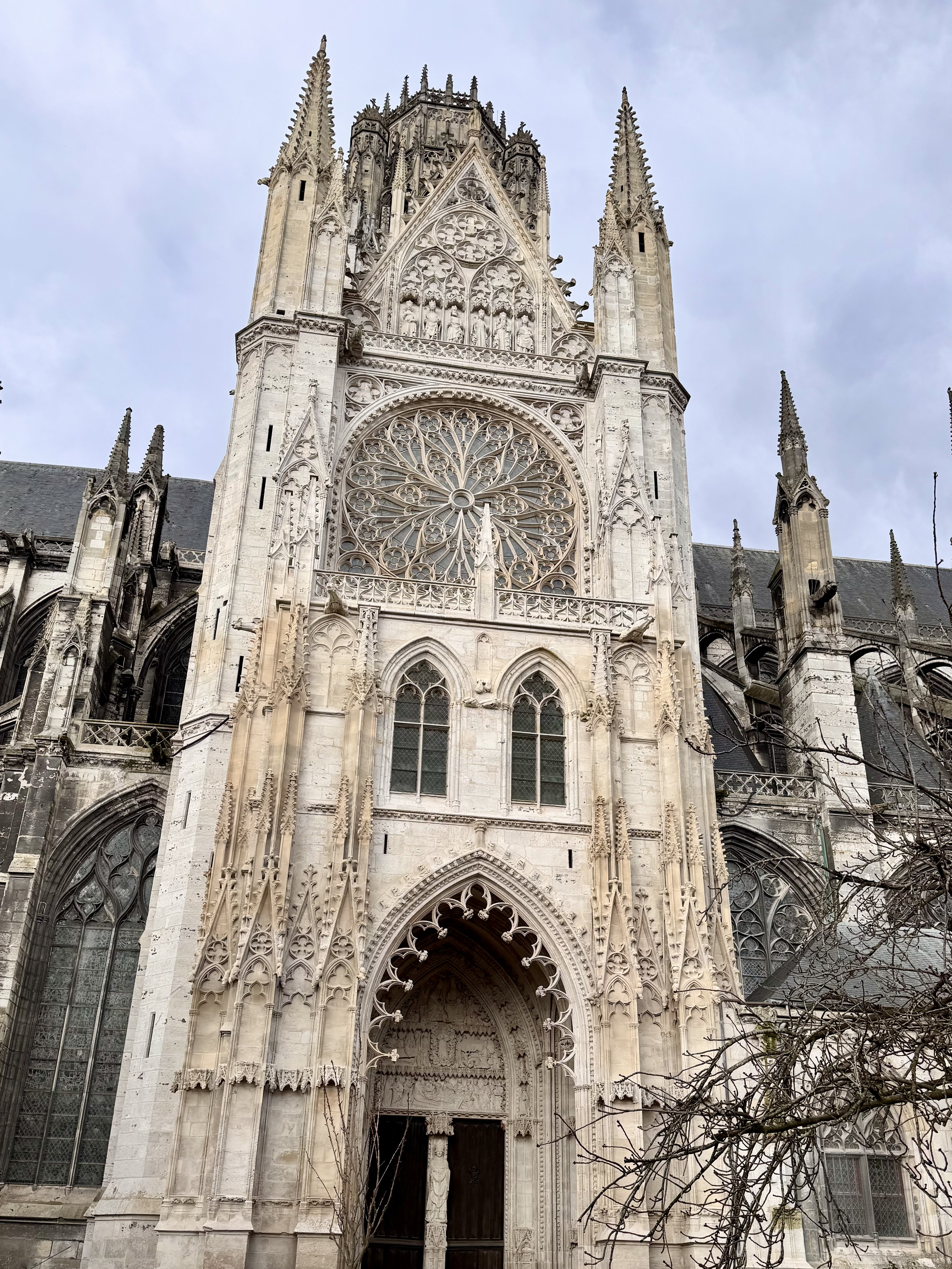
Le portail des Marmousets, après restauration.

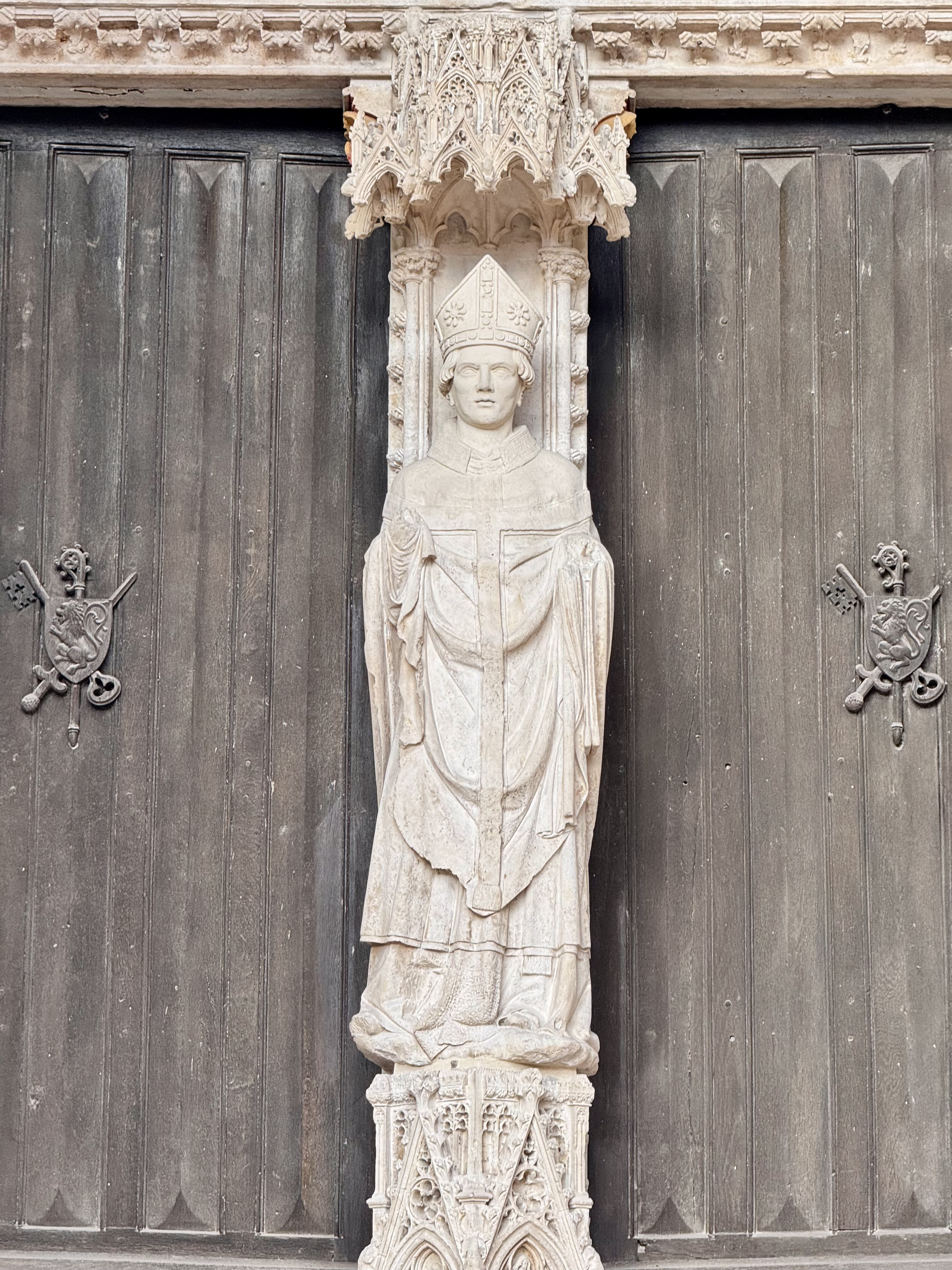
Statue de Saint Ouen sur le trumeau du portail des Marmousets, après restauration.

On entre dans l'édifice par le portail des Marmousets qui ferme le bras sud du transept. Les nervures de la voûte retombent sur deux grandes clefs pendantes. Les parties inférieure des pieds-droits et du trumeau central sont sculptées de quarante médaillons quadrilobés retraçant la vie de saint Ouen, dont on retrouve la statue juchée sur le trumeau. Le tympan est dédié à la Vierge Marie.

### Intérieur

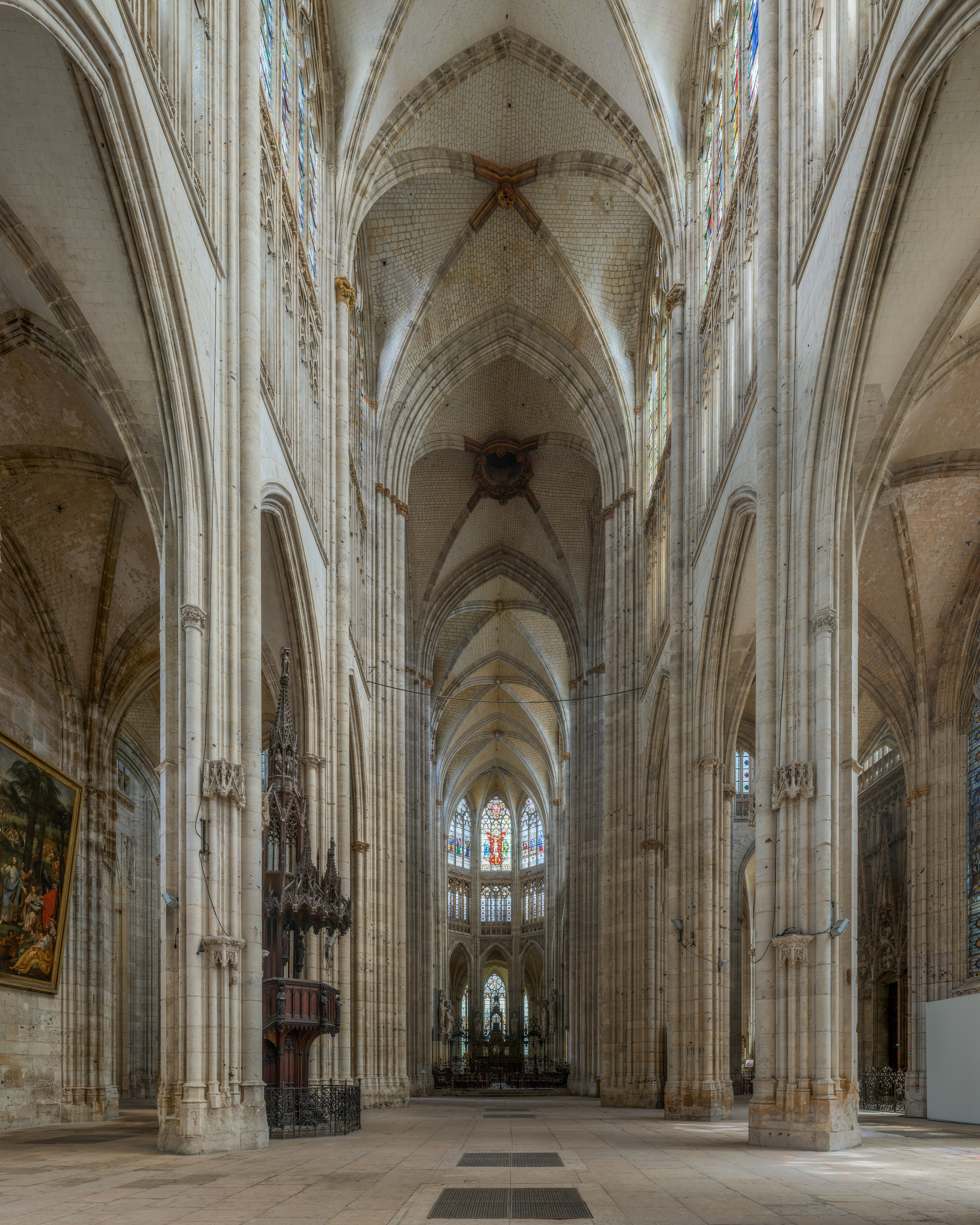
L'intérieur.

L'église abbatiale mesure 134 mètres de long, avec une hauteur de 33 mètres sous voûtes, et possède une superbe tour centrale couronnée qui ne fait pas lanterne, contrairement à celle de la cathédrale Notre-Dame de Rouen, et caractéristique du style gothique flamboyant. Elle mesure 82 mètres et un beffroi en charpente supporte les cloches, dont l'une, pesant quatre tonnes, a été fondue en 1701.

#### La nef

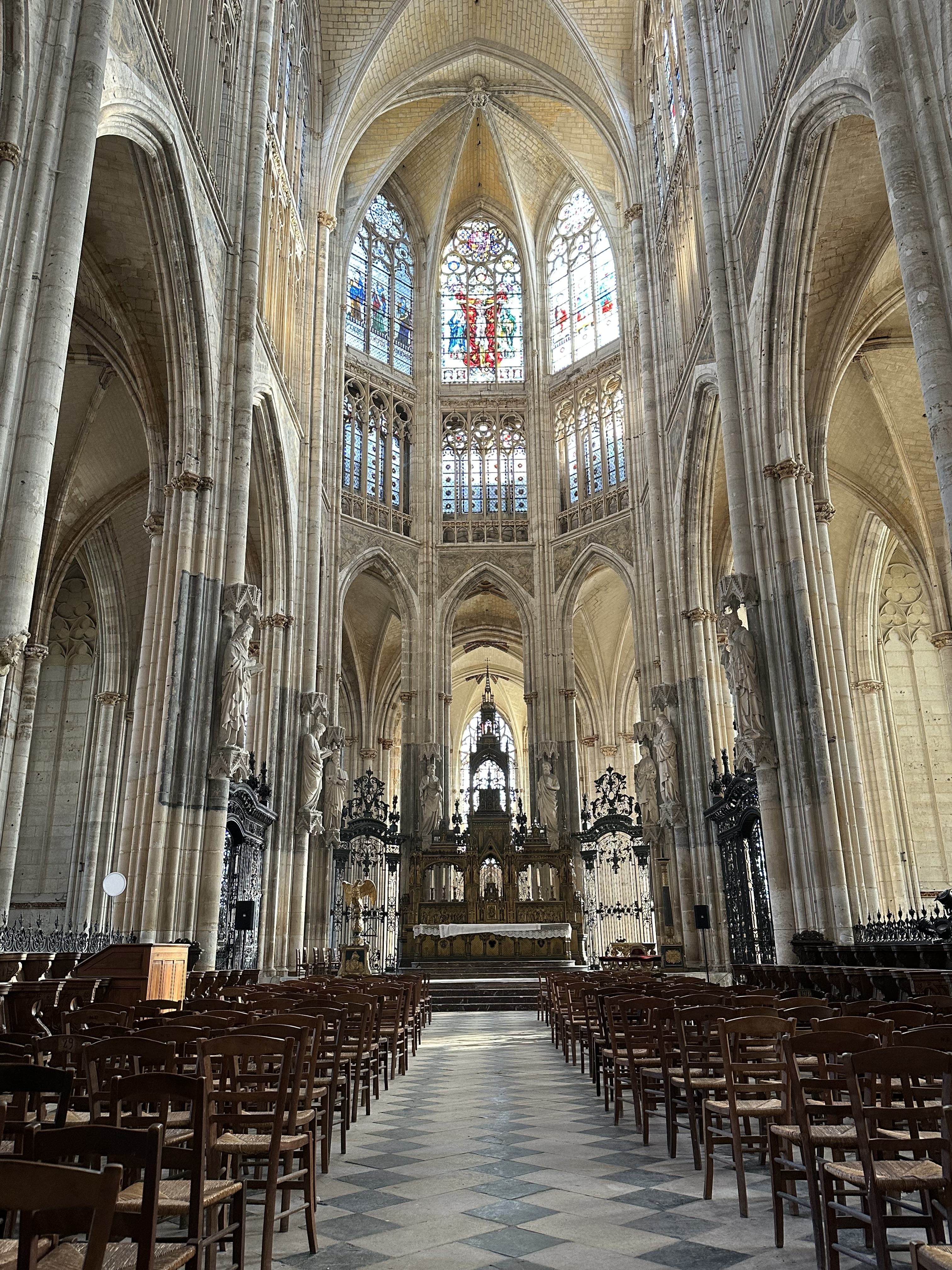
Nef et chœur de Saint-Ouen.

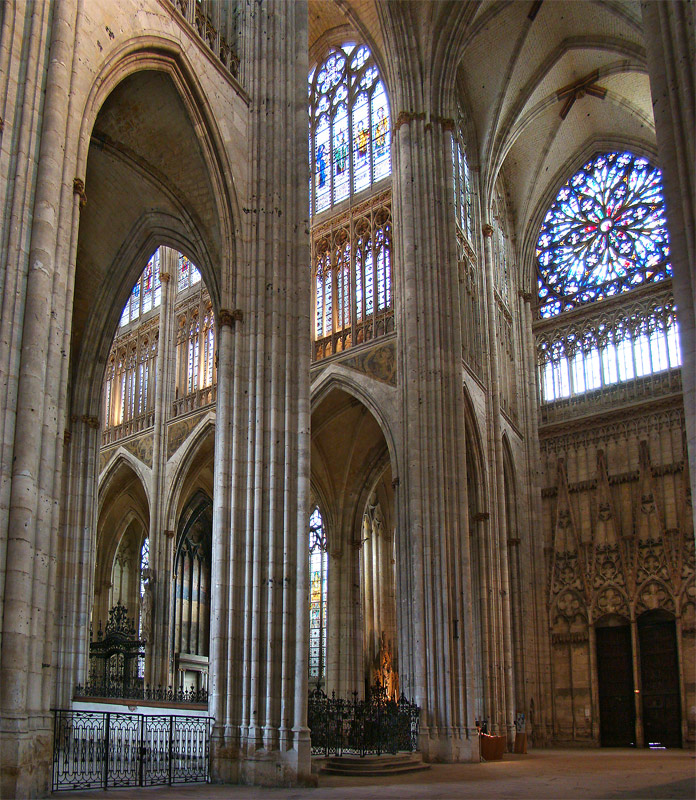
À la croisée du transept.

La nef, très lumineuse grâce à ses verrières sur trois niveaux d'élévation (fenêtres basses, triforium ajouré et fenêtres hautes) et la grandeur de ses baies, est typique du style flamboyant. Sur le Livre des fontaines de Jacques Le Lieur qui représente toute la ville de Rouen en 1525, elle apparaît inachevée, sans ses voûtes. Accolée au nord de la nef, se dresse l'unique galerie du cloître encore existante ; elle possède un beau réseau flamboyant.

#### Le chœur
Le chœur et le chevet pentagonal avec ses onze chapelles, visibles du jardin de l'hôtel de ville, est une merveille d'harmonie et d'équilibre, tout en style gothique rayonnant, à l'exception de la partie nord du chœur contre laquelle subsiste une absidiole romane, dite « tour aux Clercs », vestige de la grande abbatiale antérieure. Le chœur est fermé par des grilles forgées en 1740/1749 par Nicolas Flambart. Au-dessus des grandes arcades, sous le triforium, subsistent des peintures murales du XIVe siècle. Le maître-autel en laiton doré est une réalisation de l'architecte Sauvageot, exécutée par l'atelier Poussielgue-Rusand en 1885.

#### Salle des Marmousets

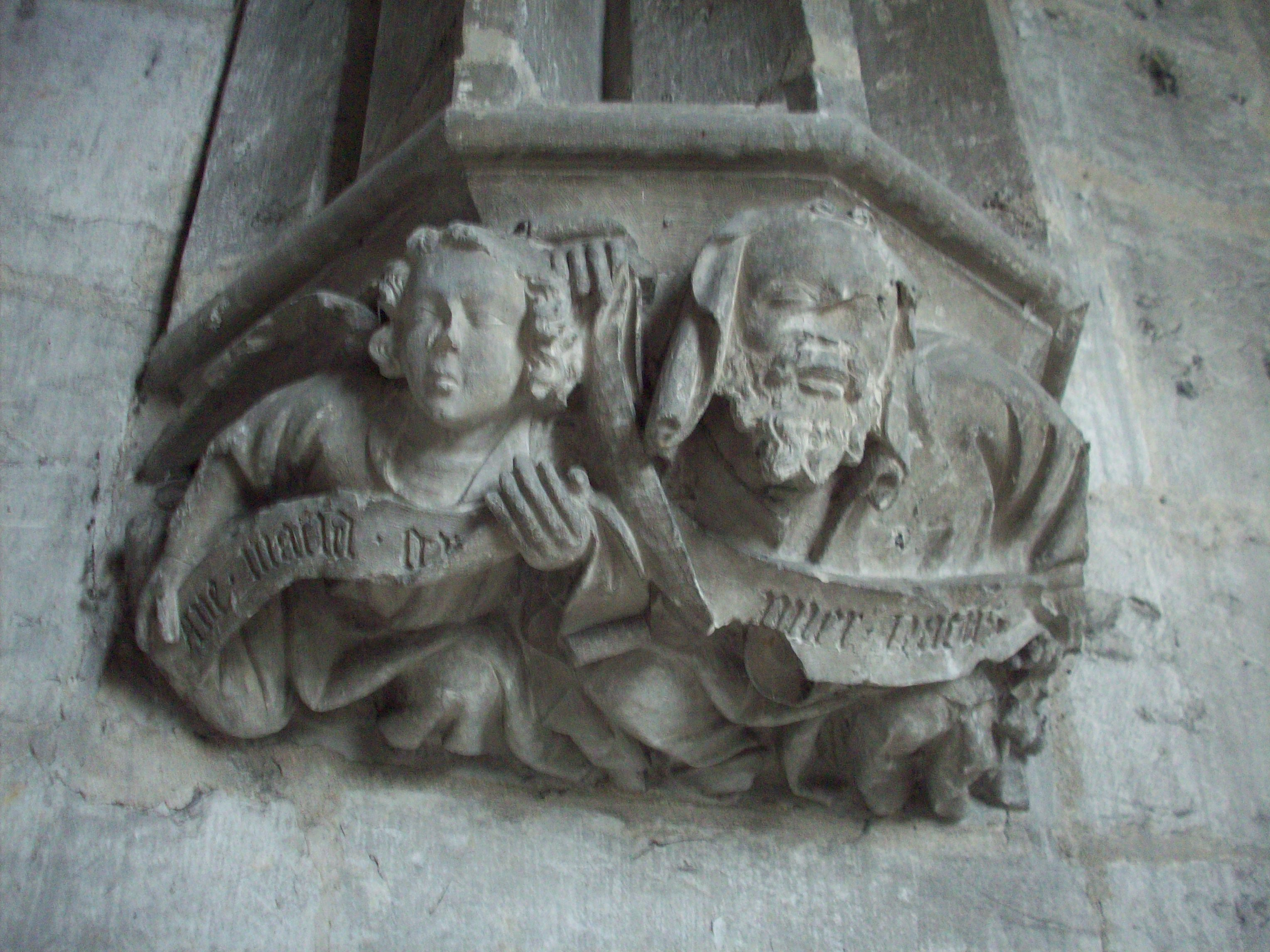
Salle des Marmousets : culot sculpté représentant un homme et un ange avec un phylactère : « Ave Maria puer natus ».

La salle des Marmousets, superposée au portail, a pu jadis servir de chartrier ou salle des archives de l'abbaye, mais cette fonction n'est pas garantie. Au XIXe siècle, cette salle sert de bibliothèque, comme en témoignent les quelques traces de polychromies et les clous. La salle possède une voûte irrégulière qui vient s'appuyer sur des culots sculptés de scènes sacrées et profanes.

### Vitraux
Ils forment un ensemble cohérent, d'une grande homogénéité, réalisé entre principalement entre les XIVe et XVe siècles mais aussi au XIXe siècle. L'église possède 1 523 m2 de vitraux, répartis sur 80 verrières. Toutes les fenêtres sont garnies de vitraux.

#### Les fenêtres hautes de la nef

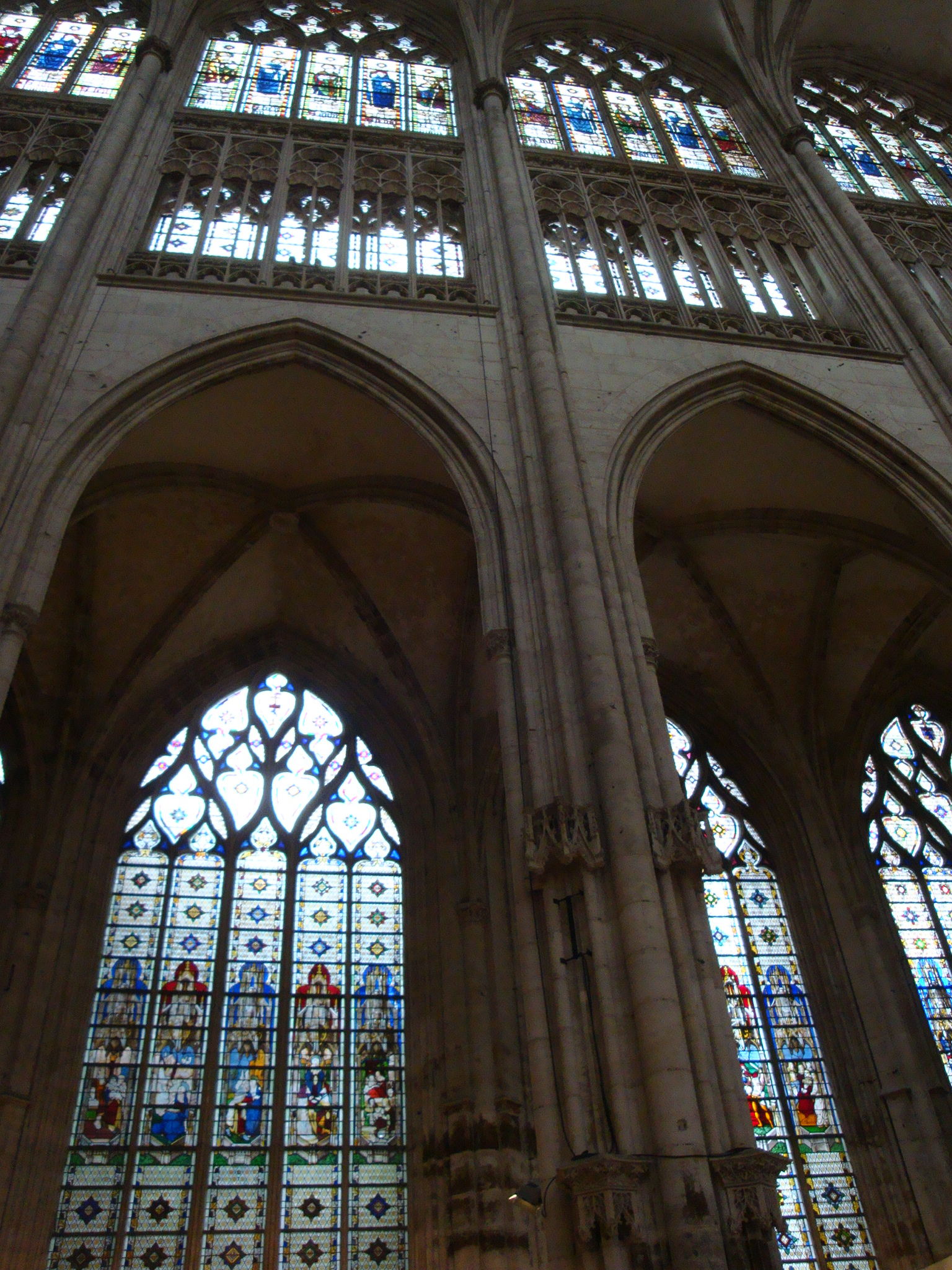
Vitraux de l'abbatiale.

Sur les vitraux sont représentées uniquement des figures en pied, étant donné la hauteur de l'édifice qui rendrait impossible la lecture de scènes religieuses plus petites. Par conséquent, chacun d'eux représente un patriarche, un prophète ou une sibylle (au nord) et un saint, un prélat ou un apôtre (au sud).

#### Les fenêtres des bas-côtés
Il n'y a pas de chapelles latérales car on se trouve dans une église abbatiale et les fenêtres ouvrent donc directement sur les bas-côtés. Contrairement à ceux des baies de la nef, les vitraux figurent ici des scènes religieuses sous des décors architecturés d'une très grande finesse d'exécution.

#### Les roses
Celle du bras sud figurant un arbre de Jessé, thème récurrent dans cet art, est unique. Large de 8,50 m elle fut réalisée entre 1467 et 1483. Celle du bras nord nous montre la « Hiérarchie », réalisée par Colin de Berneval, le fils du précédent. Quant à la façade, sa rose est ornée d'un vitrail moderne et abstrait, dans de belles teintes bleues, qui tranche avec le reste du programme.

#### Les fenêtres du chœur
Le programme des verrières reprend celui des fenêtres hautes de la nef avec des figures en pied. Il existe cependant une exception : un vitrail moderne de Max Ingrand représentant la Crucifixion qui orne la fenêtre d'axe.

#### Les fenêtres des chapelles rayonnantes
Il s'y trouve la plus large collection de vitraux du XIVe siècle en France. Ils illustrent par exemple la vie des saints honorés dans l'abbaye.

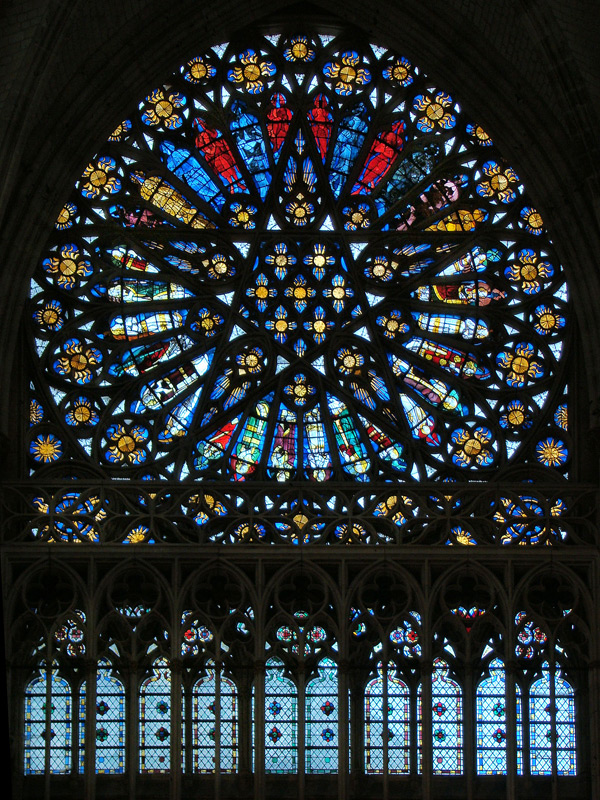
Rose, bras nord du transept.
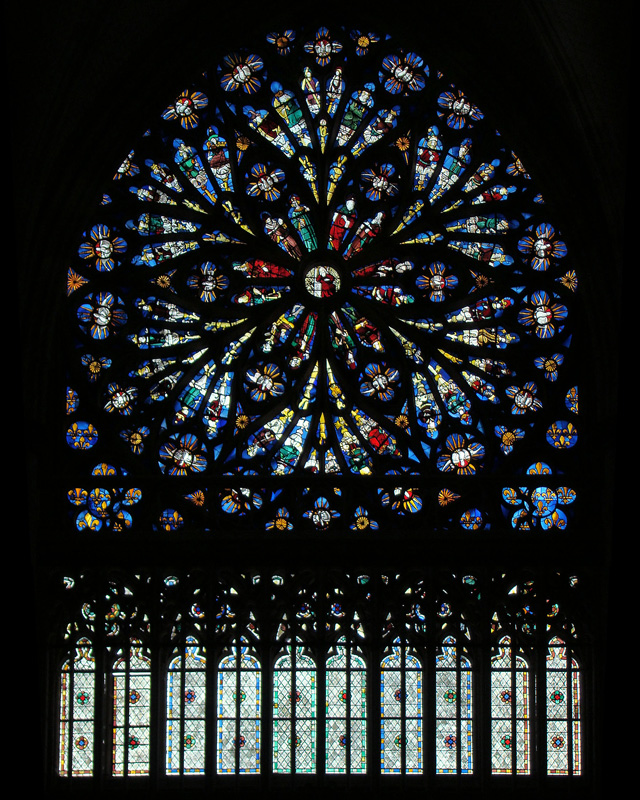
Rose, bras sud du transept.

### Musique

#### Orgue

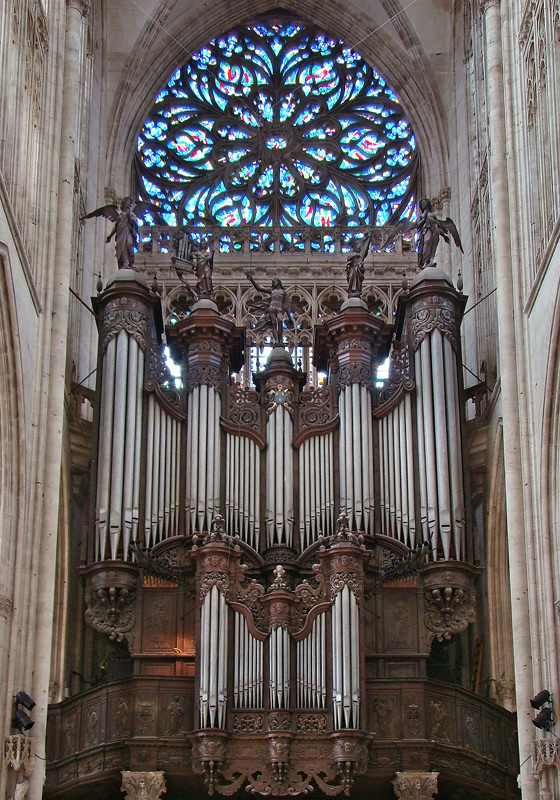
Orgue Cavaillé-Coll.

Elle possède un orgue Cavaillé-Coll de 1890 (reconstruction de l'orgue Crespin Carlier de 1630 dans le buffet d'origine). Les quatre claviers et 64 jeux de cet orgue inspirent même à Charles-Marie Widor sa Symphonie gothique no 9 op. 70 qu'il dédie à cet instrument, un des plus beaux de France avec celui de l'église Saint-Sulpice à Paris et le plus grand Cavaillé-Coll de province après celui de la collégiale Saint-Pierre de Douai et le grand orgue de la cathédrale de Nancy (1861). Albert Dupré, père de Marcel Dupré est titulaire de l'orgue en 1911.
| I Positif de dos |     |
| Montre           | 8'  |
| Bourdon          | 8'  |
| Gambe            | 8'  |
| Unda maris       | 8'  |
| Flûte douce      | 4'  |
| Dulciane         | 4'  |
| Doublette        | 2'  |
| Plein-jeu V      | 1'  |
| Cor anglais      | 16' |
| Trompette        | 8'  |
| Cromorne         | 8'  |
| Clairon          | 4'  |

| II Grand-Orgue       |     |
| Montre               | 16' |
| Violonbasse          | 16' |
| Bourdon              | 16' |
| Montre               | 8'  |
| Diapason             | 8'  |
| Bourdon              | 8'  |
| Salicional           | 8'  |
| Flûte harmonique     | 8'  |
| Prestant             | 4'  |
| Trompette en chamade | 8'  |
| Clairon en chamade   | 4'  |

| III Récit expressif  |        |
| Quintaton            | 16'    |
| Corno dolce          | 16'    |
| Diapason             | 8'     |
| Flûte traversière    | 8'     |
| Cor de nuit          | 8'     |
| Voix éolienne        | 8'     |
| Viole de gambe       | 8'     |
| Voix céleste         | 8'     |
| Flûte octaviante     | 4'     |
| Viole d’amour        | 4'     |
| Quinte               | 2.2/3' |
| Octavin              | 2'     |
| Carillon I-III       | 1'     |
| Cornet V             | 8'     |
| Tuba magna           | 16'    |
| Trompette harmonique | 8'     |
| Basson-Hautbois      | 8'     |
| Clarinette           | 8'     |
| Voix humaine         | 8'     |
| Clairon harmonique   | 4'     |

| IV Bombarde  |        |
| Flûte        | 8’     |
| Flûte        | 4'     |
| Doublette    | 2'     |
| Cornet V     | 16'    |
| Fourniture V | 2.2/3' |
| Bombarde     | 16'    |
| Basson       | 16'    |
| Trompette    | 8'     |
| Clairon      | 4'     |

| Pédale          |     |
| Soubasse        | 32' |
| Contrebasse     | 16' |
| Soubasse        | 16' |
| Basse           | 8'  |
| Violoncelle     | 8'  |
| Bourdon         | 8'  |
| Flûte           | 4'  |
| Contre Bombarde | 32’ |
| Bombarde        | 16' |
| Basson          | 16' |
| Trompette       | 8'  |
| Clairon         | 4'  |

- Pédales de combinaison: Tirasse G.O., Tirasse Pos., Tirasse Réc., Anches Péd., Anches Bomb., Anches G.O., Anches Pos., Anches Réc., Octave gr. G.O., Octave gr, Réc./G.O., Expression Réc à bascule, Copula G.O., Copula Pos./G.O., Copula Réc./G.O., Copula Bomb./G.O., Octave gr. Réc., Trémolo Réc., Copula Pos./Réc., Oct. aiguë Réc., Copula Bomb./Réc.

#### Cloches
| Nom                          | Masse           | Diamètre à la base | Note  | Parrains et Marraines                                   | Dédicace | Tour            | Année     | Fondeur                         | Illustration |
| ---------------------------- | --------------- | ------------------ | ----- | ------------------------------------------------------- | --- | --------------- | --------- | ------------------------------- | ------------ |
| Saint-Ouen (Cloche parlante) | 4 000 kg        |                    | la    | Charles-François de Montholon Élisabeth-Marie de Brétel | 1701 jay esté bénite par Dom Jean Le Tellier, grand prieur / de l'abbaye, et nommée Saint-Ouen par haut et puissant Sgr / Msre Charles François Montholon, Cher premier président du / Parlement de Normandie, et par haute et puissante Dame / Elisabeth Marie de Bretel, marquise de Grémonville, veuve de / haut et puissant Sgr Msre Adrien de Canouville, Cher Sgr de / Gromesnil Gray Criquetot et autres lieux. Jean Aubert de Lisieux m'a faicte. | tour de croisée | 1701      | Jean Aubert                     |              |
| Marie                        | 3 000 kg        |                    | ut si |                                                         | Quid me nobilius Christi quœ nomine matris / Gaudeo, quœque alios ad pia vota voco, / Et quam Gemetici benedixit prœsul et abbas / Harlœus quo nil clarius orbis habet. / Hinc procul o Superi tonitru fulmenque procellœ / Matris dum sancæ nomine tincta sono. / Die. nov. 1666. / F. Chauvel et son filz mont faict. | tour de croisée | 1651 1887 | François Chauvel et fils Bollée |              |
| Julie-Marcelle               | 2 135 kg        | 155 cm             | do#   | chanoine Laurent Emma Lafond                            | AN DNI MDCCCLXXXVII LEONE XIII SVMMO PONT. / LEONE BENEDICTO CAROLO THOMAS ARCHIEPISC. ROTOMAGENSI / NORMANNIÆE PRIMATE / THEODORO PANEL HVJVS PRÆCLARISSIMÆSTI AVDOENI OLIM / ABBATIALIS NVNC PAROCHIALIS ECCLESIÆ RECTORE / D. D. ARCHIER BOISTARD DE GLANVILLE LANGLOIS COMIT. D'ESTAINTOT / FLEVRY H. FRÈRE THVRRIER DANZAS HAMEL GENEVOIX FABRICE / PRÆPOSITIS / DONIS DNI LAVRENT CANONICI NEC NON DNÆ MARCEL BAZILLE / CONFECTA VOCOR JVLIA MARCELLA A DNO JVLIO LAVRENT ECCL. / PRIMAT RETOMAGEN. CANONICO ET A DNA EMMA LAFOND VIRI / PRÆSTANTISSIMI MARCELLI BAZILLE FILIA / SIC NOMINATA ET AB ILLVST. AC REVERENDIS. IN XPO PATRE / LEONE ARCHIEPISCOPO ROTOMAGENSI BENEDICTA / VOX EXVLTATIONIS ET SALVTIS / VERVM LAVDO DEVM PLEBEM VOCO CONGREGO CLERVM / VOTA TRAHO PLORO DEFVNCTOS FESTA DECORO / XPS VINCIT XPS REGNAT XPS IMPERAT XPS AB OMNI MALO NOS / DEFENDAT / A BOLLEE CENOMANEN ME FECIT | tour de croisée | 1887      | Bollée                          |              |
| Total                        | Masse : 9,135 t |                    |       |                                                         | |                 |           |                                 |              |

## Les jardins

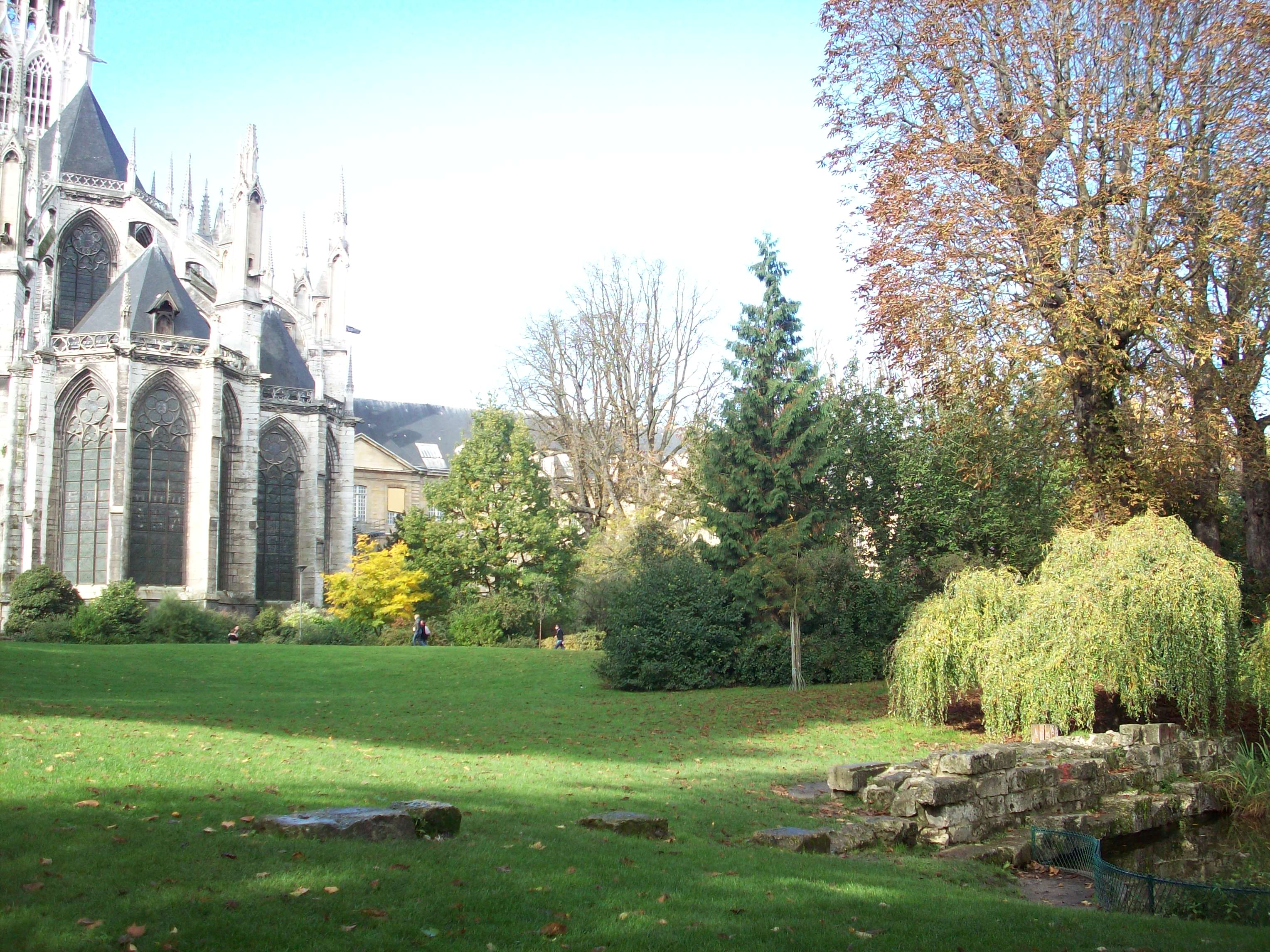
Vue du chevet de l'église depuis le jardin de l'Hôtel-de-Ville.

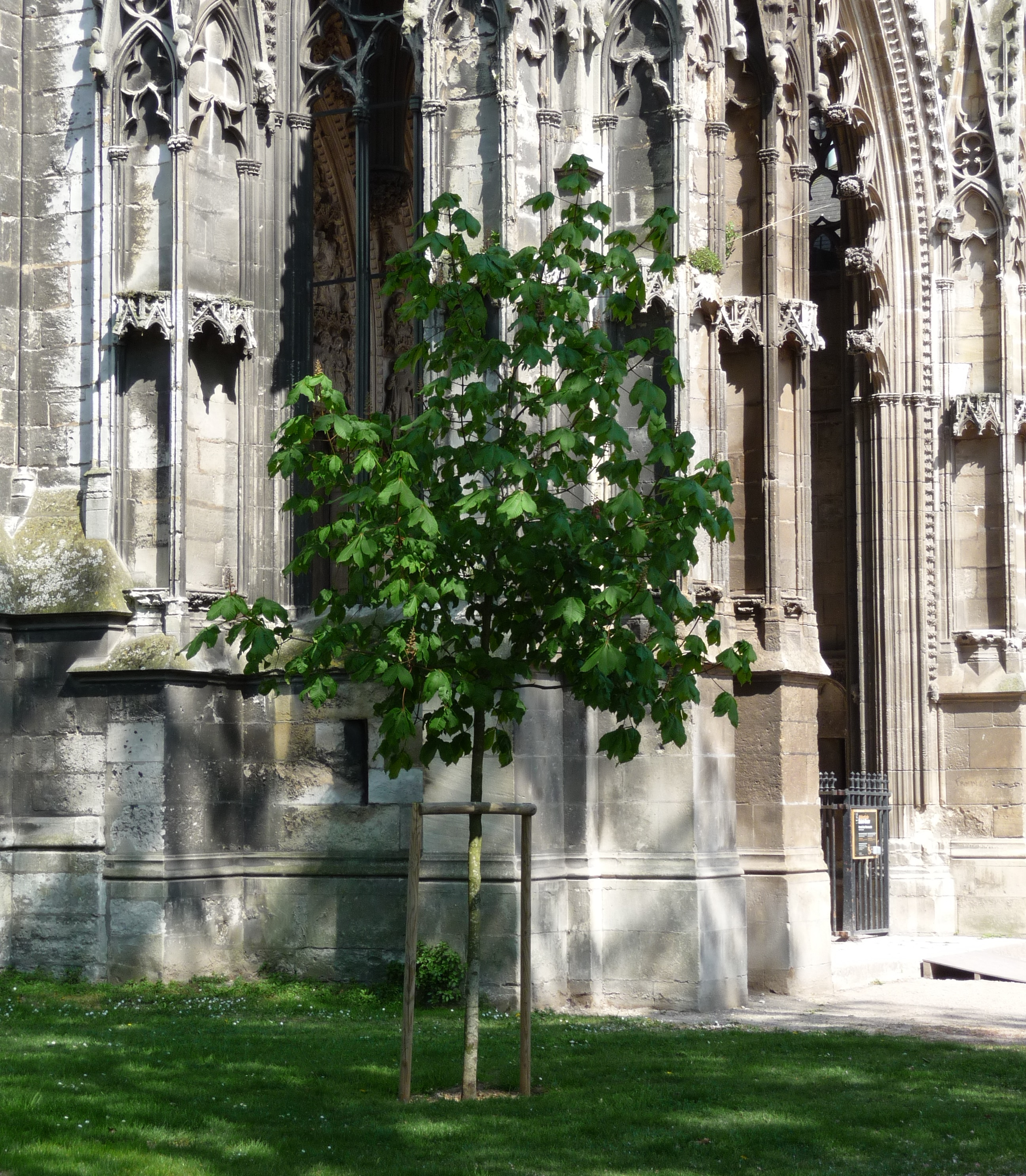
Arbre de la laïcité, planté au pied de l'abbaye (portail des Marmousets) par Yvon Robert, maire socialiste de Rouen.

L'ancien jardin de l'abbaye est dénommé aujourd'hui « jardin de l'Hôtel-de-Ville ».
On peut y voir, placé à côté de l'entrée ouest, près du portail des Marmousets, une copie de la grosse pierre de Jelling offerte par le Danemark à la Ville de Rouen, à l'occasion du millénaire normand en 1911.
Non loin de là sont visibles une statue en pierre de Rollon due à Arsène Letellier et un buste en bronze du poète belge Émile Verhaeren, décédé accidentellement dans la gare de Rouen en 1916, dû à Henri Lagriffoul (1948).
Au nord de l'église abbatiale, un bassin est décoré d'une sculpture d'Alexandre Schoenewerk (Thiébaut fondeur) évoquant l'enlèvement de Déjanire par le centaure Nessus.
Contre le mur nord, la méridienne est due à Paul-Ambroise Slodtz (1753).

## Protection
Au titre des monuments historiques, :
- l'église Saint-Ouen est classée par liste de 1840 ;
- la Chambre des Clercs est classée par liste de 1862.

## Terriers, propriétés, revenus, dépendances

### Prieuré
- Saint-Michel[27].
- Gasny, fondé par Saint-Ouen.
- Abbaye Saint-Martin-et-Saint-Vulgain.
- Saint-Gilles près d'Elbeuf.
- Saint-Pierre de Launay (Eure)[28].
- Montaure[29], pris pendant les guerres de Religion.
- Prieuré de Beaumont-en-Auge.
- Condé à Soissons.
- Val-aux-Moines, donné aux jésuites de Luxembourg.
- Mezeray en Angleterre, vendu en 1420 à l'archevêque de Cantorbéry.

### Autres dépendances
- Manoir Saint-Ouen, à Rots (Calvados)[30].

## Les armes de l'abbaye

Blason de l'abbaye.

- couvent des religieux : d'or à un saint évêque de carnation, vêtu d'une aube d'argent et d'une chasuble d'azur enrichie d'or, la tête couverte d'une mitre, donnant la bénédiction de la main droite et tenant de la senestre une croix d'archevêque d'or, et au pied du saint évêque, un écusson d'azur à trois fleur de lys.
- abbaye elle-même, diocèse de Rouen : d'azur à trois fleurs de lys d'or à une crosse de même, accostée d'une clef à dextre et d'une épée à senestre.
- porte : semé de France avec une clef, le pennon vers la clef, et une épée d'argent, posée en sautoir[31].

## Liste des abbés

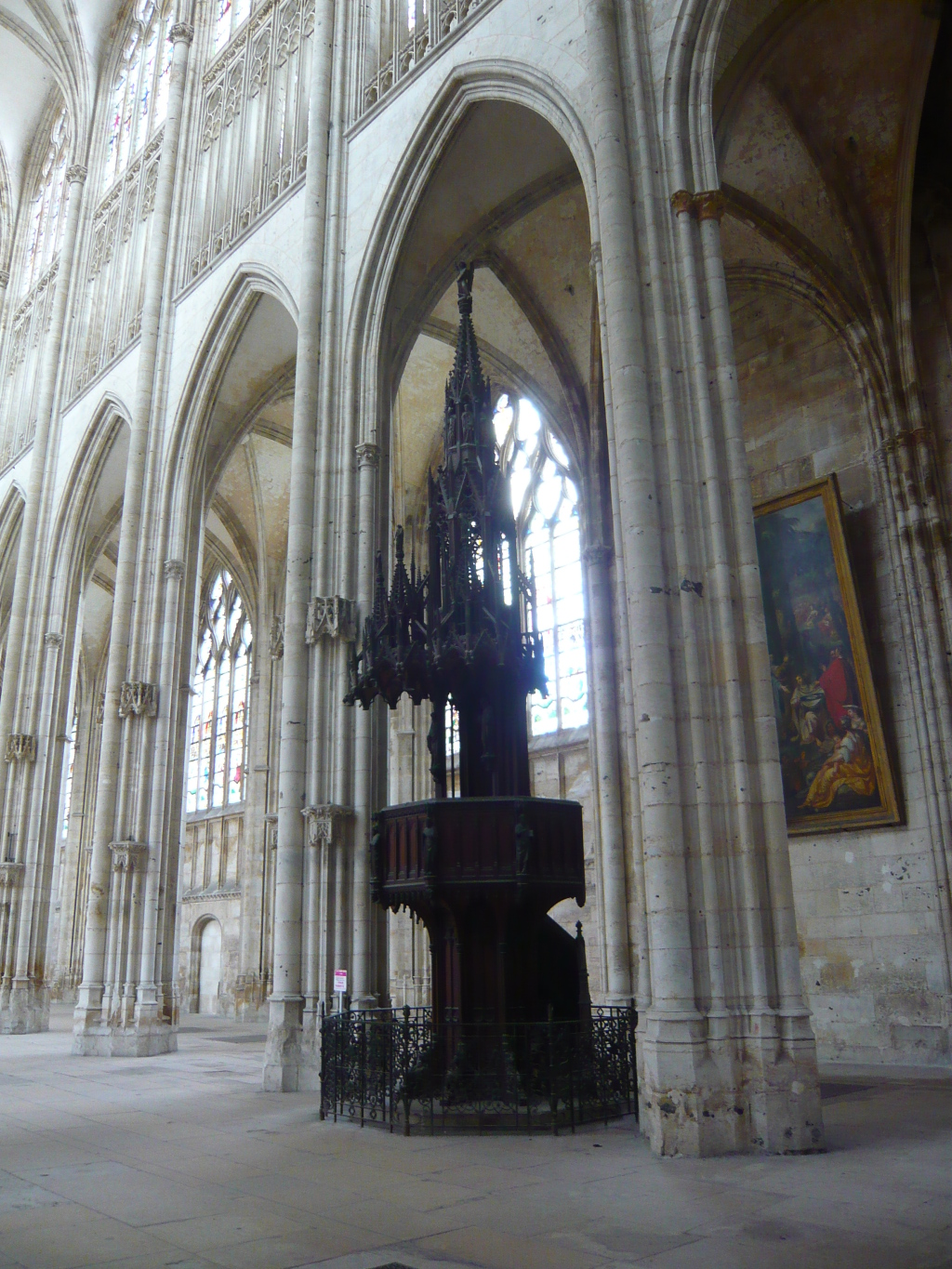
Chaire de l'abbatiale.
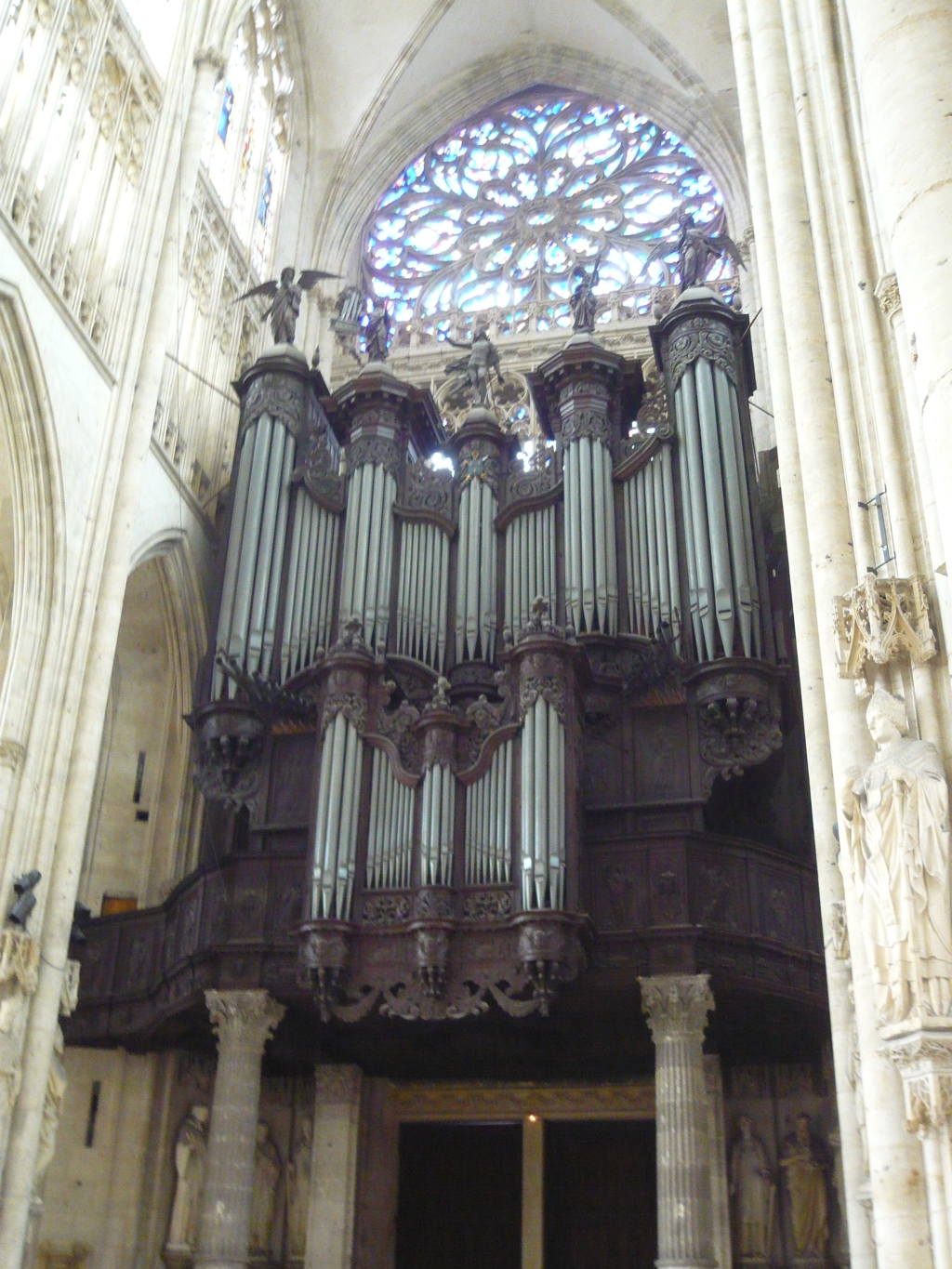
Orgue Cavaillé-Coll.
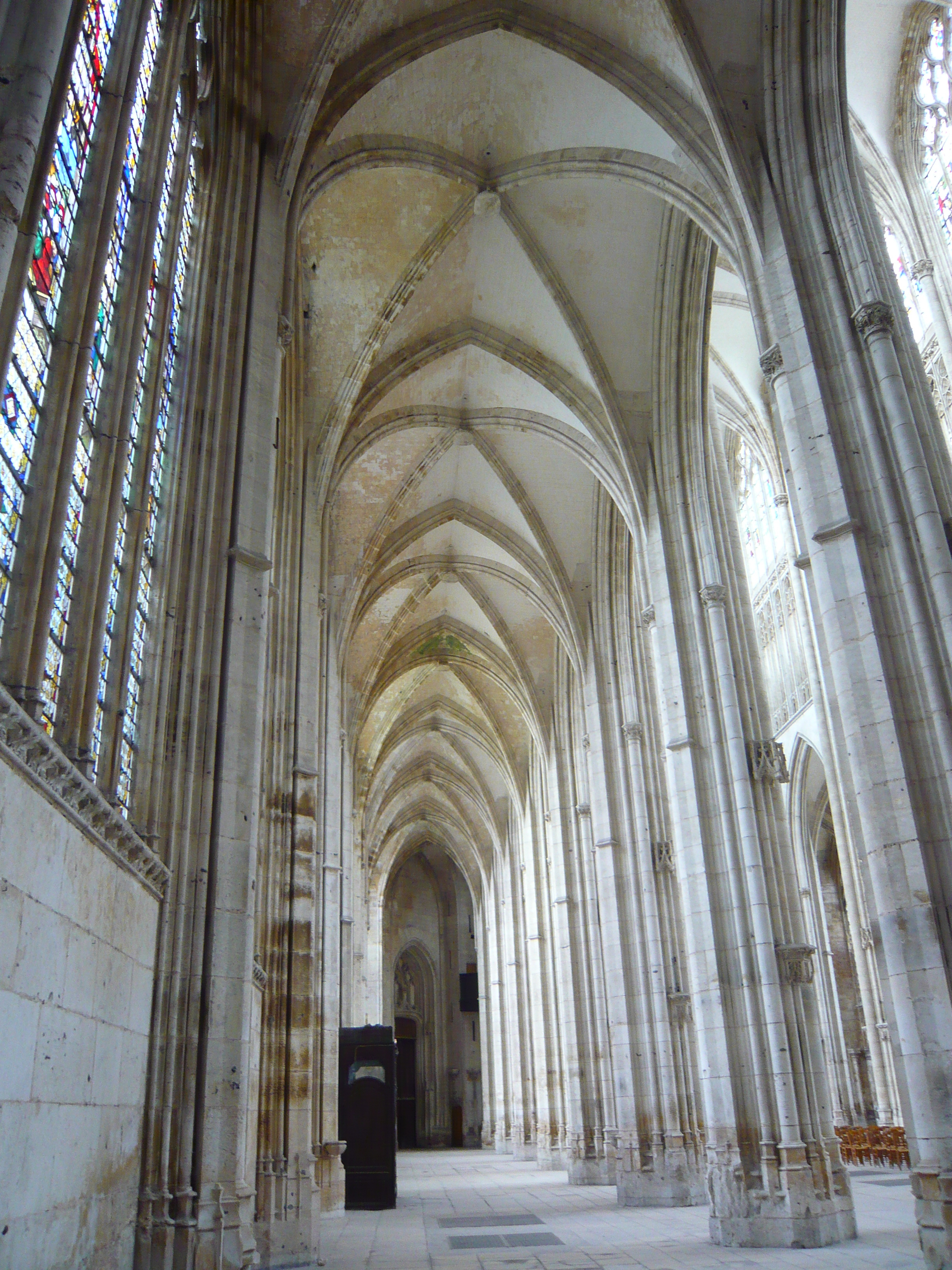
Collatéral de l'abbatiale.
Lithographie 1857 année.